# ミー・ヒュイルント
ミー・ヒュイルント（Mie Højlund、1997年10月24日 - ）は、デンマークのハンドボール選手。彼女は今、オーデンセ・ハンドボルド と ハンドボールデンマーク女子代表に所属。